# Valley of the Dolls (Album)
Valley of the Dolls ist das am 26. Januar 1979 veröffentlichte zweite Studioalbum der englischen Punkrockband Generation X. Bei der Veröffentlichung erreichte der Longplayer Platz 51 der britischen Album-Charts.
Produziert wurde es von Ian Hunter.

## Hintergrund
Valley of the Dolls wurde im Oktober 1978 in den Wessex Sound Studios in Islington aufgenommen. Der Arbeitstitel der Platte war „Intercourse (Old Meets New)“, der durch einen Namen ersetzt wurde, der einem Roman aus dem Jahr 1966 entnommen war. Ian Hunter wurde auf Wunsch von Tony James als Produzent der Platte engagiert, da er Anfang der 1970er Jahre ein Fan seiner Arbeit mit Mott the Hoople war.
Die Platte war die zweite Longplayer-Veröffentlichung der Band und zeigte den Übergang der Band von ihren Ursprüngen in der Londoner Punkrock-Szene der späten 1970er Jahre zu einem eher Mainstream-Rockmusik-Sound, wobei musikalische Einflüsse von Glam Rock bis Progressive Rock einbezogen wurden und zielte zum Teil darauf ab, der Band einen Einstieg in den US-amerikanischen Markt zu ermöglichen.
Bei der Veröffentlichung im Januar 1979 schnitt die Platte in den britischen Album-Charts enttäuschend ab und trug wesentlich zum Untergang der Band am Jahresende bei.
Bedenken des Plattenproduzenten Ian Hunter hinsichtlich der technischen Kompetenz des Generation X-Schlagzeugers Mark Laff führten dazu, dass Clive Bunker als Sessionmusiker für die Aufnahmesitzungen eingesetzt wurde. Bunker und Laff spielten auf den Tracks zusammen und erzielten so einen unverwechselbaren Double-Drum-Sound.
Das Album enthält die Singles: „King Rocker“, die im Januar 1979 Platz 11 der britischen Single-Charts erreichte; „Valley of the Dolls“, die es im April bis auf Platz 23 schaffte, und „Fridays Angels“. im Juni 1979, die es nicht in die Top 40 schaffte.

## Titelliste
Alle Titel wurden von Billy Idol und Tony James geschrieben, sofern nicht anders angegeben
| Nr. | Titel                       | Texter                   | Länge |
| --- | --------------------------- | ------------------------ | ----- |
| 1.  | Running with the Boss Sound | Idol, James, Bob Andrews | 5:03  |
| 2.  | Night of the Cadillacs      |                          | 3:20  |
| 3.  | Paradise West               |                          | 5:28  |
| 4.  | Fridays Angels              |                          | 3:19  |
| 5.  | King Rocker                 |                          | 2:16  |

| Nr. | Titel                                 | Länge |
| --- | ------------------------------------- | ----- |
| 1.  | Valley of the Dolls                   | 3:34  |
| 2.  | English Dream                         | 4:57  |
| 3.  | Love Like Fire                        | 3:02  |
| 4.  | The Prime of Kenny Silvers (Part One) | 3:55  |
| 5.  | The Prime of Kenny Silvers (Part Two) | 3:22  |

Im Jahr 2002 wurde das Album mit zwei Cover-Songs als Bonus Tracks veröffentlicht.
| Nr. | Titel                                                        | geschrieben von           | Länge |
| --- | ------------------------------------------------------------ | ------------------------- | ----- |
| 11. | Gimme Some Truth (B-Seite der Single „King Rocker“.)         | John Lennon               | 2:23  |
| 12. | Shakin’ All Over (B-Seite der Single „Valley of the Dolls“.) | Johnny Kidd, Gus Robinson | 2:45  |